# Llista de quiròpters del Solsonès
Els mamífers de l'ordre dels quiròpters presents al Solsonès pertanyen a dues famílies: els rinolòfids i els vespertiliònids.

## Família dels rinolòfids

### Ratpenat gran de ferradura
El ratpenat gran de ferradura (dit també ferradura grossa) és una espècie que les cites que se'n tenen d'ella porten a creure que és una espècie que és present a la major part del Solsonès, tot i que més abundant a la part central i septentrional de la comarca, on hi ha més refugis naturals (coves i avencs) que a la part sud, sector on l'espècies es concentra en les cases de pagès abandonades, esglésies i altres construccions.
Ha estat localitzat en diferents punts del municipi de Navès entre els 600 i els 1.200 metres d'altitud, en diverses masies de la Ribera Salada, de Pinell i d'Olius, així com en coves del serrat de Sant Bartomeu (Olius), de Navès, d'Odèn i de Coll de Jou.

### Ratpenat petit de ferradura

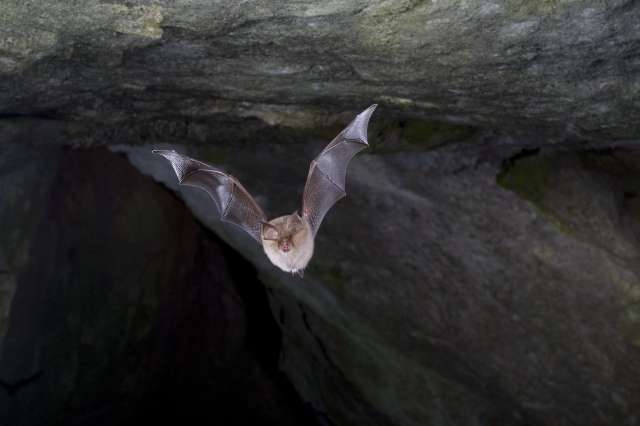
Ratpenat petit de ferradura

El ratpenat petit de ferradura és una espècie que al Solsonès s'ha localitzat a Navès (Busa), Clariana
 (a prop del pantà de Sant Ponç), Olius, Pinell, Castellar de la Ribera i Solsona, principalment en masies i nuclis urbans, però també en petites balmes o avencs.
En una masia de Navès s'hi ha constatat la seva presència de manera continuada durant més de 10 anys

## Família dels vespertiliònids

### Ratapinyada o ratpenat comú
La ratapinyada (coneguda també com a ratpenat comú o muriec) és una espècie freqüent al Solsonès, on és present a la majoria dels nuclis habitats. Ha estat localitzada a Solsona, a Sant Llorenç de Morunys i a Sant Ponç, on hi ha una colònia establerta des de fa més de 15 anys. També s'ha observat al pla de Busa, a 1.350 metres i a les vores del Riu Negre.

### Ratapinyada pipistrel·la nana
La ratapinyada pipistrel·la nana és una espècie que la Solsonès s'ha detectat als voltants de Solsona i al Riu Negre, però segurament és comuna i àmpliament distribuïda a tota la comarca.

### Ratpenat clar d'aigua
El ratpenat clar d'aigua (o, simplement ratpenat d'aigua és una espècie que, com indica el seu nom, es troba associada als ambients aquàtics, on caça arran de la superfície, sobretot en trams fluvials d'aigües lentes, basses i embassaments.
Al Solsonès ha estat localitzada a la Ribera Salada però segurament es troba a la major part dels rius de la comarca.

### Ratpenat cuallarg
El ratpenat cuallarg és una espècie freqüent i ben distribuïda al Solsonès, tot i que la mancança d'estudis sistemàtics, fa que tan sols se'n disposin d'alguns registres: 2 exemplars volant per sobre el nucli antic de Solsona i una altra observació al pla de Busa, a 1.350 metres d'altitud.